# Jet Jaguar
Jet Jaguar (ジェットジャガー, Jetto Jagā) est un mecha qui apparaît en premier lieu en 1973 dans le film Godzilla vs Megalon.
Il ressemble à un robot géant à l'armure rouge et grise.
Pouvoirs Spéciaux: Devenir petit et la rafale de poings.

## Liste des apparitions
- 1973 : Godzilla vs Megalon (Gojira tai Megaro), de Jun Fukuda
- 1997 - 1998 : Godzilla Island
- 2021 : Godzilla : L'Origine de l'invasion (en)